# (66934) Kálalová
(66934) Kálalová, désignation internationale (66934) Kalalova, est un astéroïde de la ceinture principale.

## Description
(66934) Kalalova est un astéroïde de la ceinture principale. Il fut découvert le 26 novembre 1999 à l'Observatoire Kleť par Jana Tichá et Miloš Tichý. Il présente une orbite caractérisée par un demi-grand axe de 2,44 UA, une excentricité de 0,11 et une inclinaison de 6,1° par rapport à l'écliptique.

## Compléments